# 1711

## أحداث
- تم انتخاب الإمام سلطان بن سيف الثاني إماما للدولة اليعربية بعد وفاة ابوه الإمام سيف بن سلطان الإول في أكتوبر 1711

## مواليد
- 26 أبريل – ديفيد هيوم، فيلسوف اسكتلندي، اقتصادي ومؤرخ (وفاة 1776)
- 10 يوليو – إميليا أميرة بريطانيا العظمى/ الابنة الثانية لجورج الثاني (وفاة 1786)
- 11 يوليو – آن بوليت، سياسية بريطانية (وفاة 1785)
- 25 سبتمبر – الإمبراطور تشيان لونغ، امبراطور الصين (وفاة 1799)
- 19 نوفمبر – ميخائيل لومونوسوف، متعدد الثقافات (وفاة 1765)

## وفيات
- الإمام سيف بن سلطان الأول لدولة اليعاربة
- مصطفى بن فتح الله الحموي
- ابن مسك السخاوي
- 6 يناير – فيليبس فان ألموند، أدميرال هولندي (مواليد 1646)
- 13 مارس – نيكولا بوالو، شاعر وناقد فرنسي (مواليد 1636)
- 15 مارس – إيسيبيو كينو، مبشّر كاثوليكي إيطالي (مواليد 1645)
- 19 مارس – توماس كين، أسقف وكاتب أناشيد إنجليزي (مواليد 1637)
- 14 أبريل – لويس، جراند دوفين، ابن لويس الرابع عشر ملك فرنسا (مواليد 1661)
- 17 أبريل – جوزيف الأول (إمبراطور روماني مقدس) (b. 1678)
- 2 مايو – لورنس هايد أول إيرل لروشستر، رجل دولة إنجليزي (مواليد 1641)
- 7 يونيو – هنري دودويل، لاهوتي إيرلندي (مواليد 1641)
- 6 يوليو – جيمس دوغلاس، ثاني دوق في كوينزبيري، سياسي اسكتلندي (مواليد 1662)
- 25 أغسطس – إدوارد فيليريس، أول إيرل في جيرسي. سياسي إنجليزي (مواليد c. 1656)
- 31 أغسطس – جان لو بيليتيه، كيميائي فرنسي (مواليد 1633)
- 14 أكتوبر – تيوفلوس، إمبراطور إثيوبيا
- 3 نوفمبر – جون إيرنست غرابي، لاهوتي (مواليد 1666)